# Improvviso n. 1 (Chopin)
L'Improvviso in La bemolle maggiore op. 29 è una composizione per pianoforte di Fryderyk Chopin scritta nel 1837.

## Storia
Il 1837 fu un anno di profonda crisi per Chopin. La sua speranza di coronare con un matrimonio il fidanzamento con la contessina Maria Wodzińska era svanito per l'opposizione dei familiari di lei che non volevano per la figlia un semplice borghese per di più di salute malferma. Avendo bisogno di distrazione, a luglio accettò l'invito dell'amico Camille Pleyel a recarsi in Inghilterra dove rimase solo una ventina di giorni rientrando presto a Parigi. Fra le diverse composizioni di questo periodo vi è l'Improvviso in La bemolle maggiore che, subito dopo essere stato composto, venne pubblicato, il 29 ottobre 1837, dall'editore Moritz Schlesinger; egli approfittò di questa nuova composizione per offrirla in omaggio ai suoi lettori, unendola alla Revue et Gazette Musicale de Paris per invogliarli ad abbonarsi alla stessa. L'opera piacque subito, ottenendo successo e interesse anche fra gli altri musicisti fra cui Robert Schumann.

## Analisi

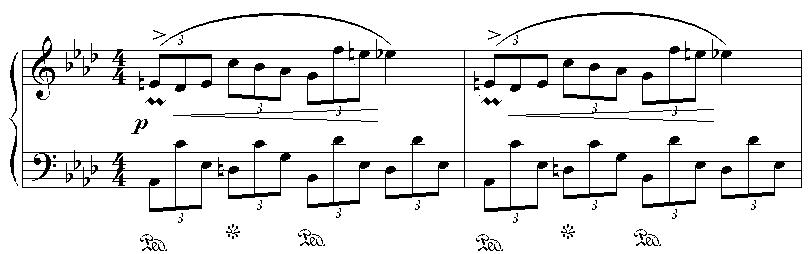
Battute iniziali dell'Improvviso in La bemolle maggiore

Dopo aver ascoltato l'Improvviso Schumann scrisse subito una lunga recensione affermando fra l'altro: "non saprei paragonarlo ad un'altra composizione, è una cantilena richiusa al principio e alla fine da un grazioso insieme di figure, è così fine nella forma e un così vero Impromptu che nessuna delle altre composizioni di Chopin può stargli accanto".
Chopin aveva già scritto un altro Improvviso nel 1835 nella tonalità di Do diesis minore, opera che fu pubblicata postuma nel 1855 col numero d'opus 66. Non conoscendolo, Schumann non poté paragonare i due lavori che in realtà sono assai simili per struttura e costruzione; sono infatti tutti e due composti sullo schema ABA con una Coda e la parte A è presentata in ciclo ternario. La composizione che porta come indicazione Allegro assai, quasi presto,  presenta l'esposizione del primo tema con relativo sviluppo, quindi esposizione e sviluppo del secondo, una riproposta del primo tema e successivo sviluppo. L'Improvviso è una vera e propria gemma di costruzione musicale per l'equilibrio della struttura e la fusione dei vari elementi. L'attacco incisivo e l'agilità creata dalla costruzione in terzine lo resero una delle composizioni che Chopin amava eseguire più spesso, consentendogli un'interpretazione estremamente libera. Proprio questa libertà di esecuzione indusse in seguito diversi pianisti a eseguire questo Improvviso velocemente, privando il brano di tutte le sue sfumature, degli accenti particolari e di quell'espressione "rubata" così caratteristica nella musica di Chopin.